# David Uribe
David Alejandro Uribe Yepes (La Ceja, Colombia, 1 de diciembre de 1993) es un futbolista colombiano. Juega como defensa y actualmente milita en el San Francisco FC de la Liga Panameña de Fútbol.

## Estadísticas
| Club                      | Div                 | Temporada           | Liga  | Liga  | Copa Nacional | Copa Nacional | Copa Internacional | Copa Internacional | Total | Total |
| Club                      | Div                 | Temporada           | Part. | Goles | Part.         | Goles         | Part.              | Goles              | Part. | Goles |
| ------------------------- | ------------------- | ------------------- | ----- | ----- | ------------- | ------------- | ------------------ | ------------------ | ----- | ----- |
| Itagüí Leones · Colombia  | 2.ª                 | 2012                | 5     | 0     | 3             | 0             | -                  | -                  | 8     | 0     |
| Itagüí Leones · Colombia  | 2.ª                 | 2013                | 5     | 0     | 6             | 0             | -                  | -                  | 11    | 0     |
| Itagüí Leones · Colombia  | 2.ª                 | 2014                | 7     | 1     | 7             | 0             | -                  | -                  | 14    | 1     |
| Itagüí Leones · Colombia  | 2.ª                 | 2015                | 10    | 0     | 3             | 0             | -                  | -                  | 13    | 0     |
| Itagüí Leones · Colombia  | Total               | Total               | 27    | 1     | 19            | 0             | 0                  | 0                  | 46    | 1     |
| Tigres FC · Colombia      | 2.ª                 | 2016                | 18    | 1     | 1             | 0             | -                  | -                  | 19    | 1     |
| Tigres FC · Colombia      | 1.ª                 | 2017                | 4     | 0     | 4             | 0             | -                  | -                  | 8     | 0     |
| Tigres FC · Colombia      | Total               | Total               | 22    | 1     | 5             | 0             | 0                  | 0                  | 27    | 1     |
| CA Independiente · Panamá | 1.ª                 | 2018                | 18    | 1     | 0             | 0             | -                  | -                  | 18    | 1     |
| CA Independiente · Panamá | 1.ª                 | 2018-19             | 3     | 0     | 0             | 0             | -                  | -                  | 3     | 0     |
| CA Independiente · Panamá | Total               | Total               | 21    | 1     | 0             | 0             | 0                  | 0                  | 21    | 1     |
| San Francisco · Panamá    | 1.ª                 | 2019                | 10    | 1     | -             | -             | 1                  | 0                  | 11    | 1     |
| San Francisco · Panamá    | 1.ª                 | 2020                | 4     | 0     | -             | -             | -                  | -                  | 4     | 0     |
| San Francisco · Panamá    | Total               | Total               | 14    | 1     | 0             | 0             | 1                  | 0                  | 15    | 1     |
| Total en su carrera       | Total en su carrera | Total en su carrera | 84    | 4     | 24            | 0             | 0                  | 0                  | 109   | 4     |

## Palmarés

### Torneos nacionales
| Título          | Club             | País   | Año  |
| --------------- | ---------------- | ------ | ---- |
| Torneo Clausura | CA Independiente | Panamá | 2018 |
| Torneo Clausura | CA Independiente | Panamá | 2019 |